# Вільне Запоріжжя
Ві́льне Запорі́жжя — село в Україні, адміністративний центр Вільнозапорізької сільської громади Баштанського району Миколаївської області. Населення становить 386 осіб.
До 2018 року орган місцевого самоврядування — Вільнозапорізька сільська рада. Сільській раді підпорядковувались села Діброва, Степове, Новоданилівка, Показне, та Симонівка.

## Географія
Село розташоване за 95 км від обласного центру, 31 км від районного центру та 17 км від міста Новий Буг. Найближча залізнична станція Новополтавка на неелектрифікованій лінії Миколаїв — Долинська (за 12 км).

## Історія
Село засновано у 1924 році, у зв'язку з плановим переселенням селян, що почалося 1923 року з центральних районів України на землі Причорномор'я. У червні 1924 року сюди приїхали перші 55 сімей переселенців (197 чоловік) з сіл Тиньки Чигиринського району і Капустіна Шполянського району Черкаської округи. Новоселам виділили 754 десятини землі. Через рік тут проживало вже 327 осіб. На першому селянському зібранні у 1924 році нове село вирішили назвати Вільним Запоріжжям.
Першими житлами переселенців були землянки, курені, які вони будували колективно. До зими встигли побудувати декілька саманних хат, що утворили першу вулицю. Восени посадили дерева і кущі. Тоді ж були прокладені дві ґрунтові дороги. Отримавши від держави довгостроковий кредит, селяни спільно придбали парову молотарку, 4 жниварки, 3 сівалки, 7 плугів, віялку.
У 1925 році в селі був створений комітет незаможних селян, головою якого став Д. К. Моргуненко. У листопаді того ж року за ініціативою КНС організовано товариство взаємодопомоги «Надія», що об'єднало первинні 20 сімей. Правління товариства встановило зв'язки з постачальницькими організаціями, купувало товари для загального користування. У 1928 році товариство об'єднувало вже 70 дворів. У користуванні комітету було 12 пар коней і волів, 7 сівалок, 10 косарок і молотарка.
У 1929 році були створені два товариства по спільній обробці землі — «Запорожець» і «Вільний шлях», організаторами яких були колишні бідняки В. П. Моторний, Д. Ф. Жураківський, М. М. Заболотний, Д. К. Моргуненко, І. К. Демиденко. Вже в перший рік свого існування ці господарства отримали від держави 4 сівалки, 8 плугів, 40 борін, а також 150 пудів насіння іржі, пшениці, вівса.
Восени 1930 року, на базі ТОЗів, утворилася сільськогосподарська артіль «Запорожець», головою якої обрали І. Щербакова. У 1931 р. артіль отримала перший трактор «Фордзон». Першу борозну на колгоспному полі проклав тракторист Д. А. Кривенко. А незабаром колгоспні поля почала обробляти Новобузька МТС.
У 1936 році сільськогосподарську артіль «Запорожець» перейменована в «Політвідділ». Наприкінці 1930-х років за нею було закріплено 1250 га землі, з них 1162 га — орною. Вирощували тут переважно озиму пшеницю і коноплі. Сіяли також ячмінь, соняшник. У 1939 році колгосп здав державі 1,6 тис. цнт зерна. Досить швидко розвивалося і громадське тваринництво.
Спочатку в артілі «Політвідділ» була лише одна тваринницька ферма, а з 1936 року їх стало три. Через два роки побудувані корівник та свинарник.
У 1941 р. в колгоспі працювали 5 тракторів Новобузької МТС, 2 зернові комбайни. Колгосп мав 2 вантажні автомашини, 5 сівалок, 8 жаток, 8 віялок. Багато виробничих процесів було механізовано. Підвищення продуктивності сільськогосподарського виробництва зумовило зріст матеріального добробуту населення. У 1939 р. на трудодень видавали 2,5 крб. і 3,5 кг зерна.
Змінилося і саме село. За роки передвоєнних п'ятирічок на місці землянок виросли добротні будинки. З 1935 р. почали діяти медпункт, аптека. Ще в 1925 р. для безграмотних селян був організований лікнеп, де навчалися 30 осіб, а через три роки побудована початкова школа, яку відвідували 40 дітей. У 1935 р. відкрилася семирічна школа (150 учнів і 10 учителів). В сільському клубі працювали хоровий, драматичний і танцювальний гуртки.

### Німецько-радянська війна
У перші дні німецько-радянської війни на фронт з села пішло 217 чоловік. 18 серпня 1941 року нацисти зайняли Вільне Запоріжжя. Після нелюдських тортур вони розстріляли сім'ю А. І. Павлівського, директора школи О. І. Мельниченка, замучили Г. Н. Бересту.
Усіх селян нацисти примушували працювати в полі. Мешканці Вільного Запоріжжя всіляко саботували дії окупаційної влади, селяни викривали серед населення повідомлення гітлерівців про нібито успіхи на фронті.
9 березня 1944 року 4-й гвардійський кавалерійський корпус під командуванням генерал-лейтенанта Ісси Плієва у складі військ 3-го Українського фронту звільнив Вільне Запоріжжя від окупантів.
На фронтах німецько-радянської війни воювали 250 жителів села, більше 200 з них удостоєні урядових нагород, 84 — загинули. У битві за Дніпро у вересні 1943 року брав участь уродженець села М. І. Москаленко. 26 вересня, коли радянські війська прорвали ворожу оборону на схід від міста Оріхів Запорізької області, нацисти кілька разів кидалися в контратаку. Але їх кожного разу відкидала батарея М. І. Москаленка. У нерівному поєдинку загинула вся обслуга, тільки командир залишився живий. Двічі поранений, спливаючи кров'ю, він продовжував бій. За героїзм і мужність, проявленні у бою з нацистськими загарбниками, М. І. Москаленку посмертно присвоєно звання Героя Радянського Союзу. Похований він у братській могилі в с. Зелений Гай Запорізькій області.

### Відновлення господарства
Нацисти завдали великого збитку господарству села. Вони зруйнували приміщення: корівники, свинарники, склади, млин. 98 юнаків і дівчат вивезли до Німеччини.
Відразу після звільнення Вільне Запоріжжя стало центром сільської ради, створеного навесні 1944 року (до війни село підпорядковувалося Добробалківській сільській раді).
Механізатор інвалід війни С. І. Ткаченко із захованих частин зібрав трактор. Відремонтували інвентар. Орали і сіяли, використовуючи 5 корів, що залишилися, і 6 коней. Значну допомогу у відновленні господарства артілі «Політвідділ» надали селяни з Казахстану, виділивши колгоспникам Вільного Запоріжжя 50 корів, 10 коней, 500 цнт посівної пшениці. Цим же керувалися вони, коли весною 1944 року зібрали 46 тис. карбованців на будівництво танкової колони «Колгоспник Миколаєва».
У 1944 році в засіки держави було засипано понад 3 тис. цнт хліба при плані 2,3 тис. цнт. У 1945 році село відновило довоєнні посівні площі. У 1947 році головою артілі став батько Героя Радянського Союзу М. І. Москаленка — І. І. Москаленко.
До кінця четвертої п'ятирічки селяни колгоспу імені Героя Радянського Союзу М. І. Москаленка (так він був названий у 1945 році) добилися виробництва зернових і тваринницької продукції на 40 відсотків більше, ніж у 1940 році. У селі були чотири тваринницькі ферми. Свинарки П. Т. Центромирська і Є. Т. Натикач у 1949 році виростили по 20 поросят від кожної свиноматки, вівчарів Л. П. Скрипка і Е. І. Комар отримали по 130 ягнят від 100 вівцематок. Ланки П. С. Спиркач, Ф. П. Піднебесною. 
Під керівництвом сільської ради мешканці Вільного Запоріжжя відновили навчальні заклади і установи культури. Усі діти шкільного віку 1 вересня 1944 року сіли за парти. На масових суботниках і недільниках у 1946 році було відремонтовано приміщення семирічної школи. Відновив роботу сільський клуб. У 1947 році відкриті дві сільські бібліотеки.
У 1950 році Вільне Запоріжжя повністю електрифіковане, працював радіотрансляційний вузол. Почав функціонувати медичний пункт. Мешканці села обладнали спортмайданчик.
Впродовж 1950—1952 років до колгоспу імені Героя Радянського Союзу М. І. Москаленка приєдналися артілі сусідніх села ім. Клари Цеткін, «Перемога», «Шлях до комунізму», ім. Карла Маркса. У 1958 р. в об'єднане господарство влилася ще одна артіль — імені XVIII з'їзду партії.

### У Незалежній Україні
17 липня 2020 року, в результаті адміністративно-територіальної реформи та ліквідації Снігурівського району, село увійшло до складу Баштанського району.

## Економіка
В останні роки селі оброблялося понад 6 тис. га землі, у тому числі більше 5 тис. га орної землі.Працює виїзне відділення зв'язку Укрпошти.

## Освіта і культура
У селі працюють:
- Вільзапорізька ЗОШ І—ІІІ ступенів (на 80 учнів працює 15 вчителів);
- Будинок культури та сільська бібліотека з книжковим фондом 12 тис. примірників;
- Дитячій дошкільний навчальний заклад.